# كلوستريديوم حراري نخلي
كلوستريديوم ثيرموبالماريوم أو كلوستريديوم حراري نخلي (نسبة إلى حبه للحرارة وعزله من نبيذ النخل)  هو نوع من البكتيريا من فصيلة كلوستريدياسيا.